# مهاجرت (مجازی سازی)
در بحث مجازی سازی ، که در آن یک شبیه سازی مهمان از کل کامپیوتر در واقع صرفاً یک ماشین مجازی نرم افزاری (VM) است که بر روی یک کامپیوتر میزبان تحت یک هایپروایزر اجرا می شود، مهاجرت (همچنین به عنوان انتقال از راه دور ،  همچنین به عنوان مهاجرت زنده نیز شناخته می شود) است. فرآیندی که توسط آن یک ماشین مجازی در حال اجرا از یک میزبان فیزیکی به میزبان دیگر منتقل می‌شود، بدون اینکه اختلالی در سرویس وجود داشته باشد.

## اثرات ذهنی
در حالت ایده آل، این فرآیند کاملا شفاف است و منجر به اختلال در خدمات (یا وقفه) نمی شود. در عمل، همیشه یک توقف جزئی در دسترس وجود دارد، اگرچه ممکن است به اندازه کافی کم باشد که تنها سیستم های سخت زمان واقعی سخت تأثیر قرار می گیرند. مجازی سازی بسیار بیشتر در مورد خدمات شبکه و برنامه های کاربردی کاربر استفاده می شود و این موارد معمولاً می توانند تاخیر های کوتاه مدت را که ممکن است در آن باشد تحمل کنند. تاثیر درک شده، اگر وجود دارد، شبیه به تاخیر هسته ای طولانی تر از معمول است.

## اثرات عینی
فرآیند واقعی به شدت به بسته مجازی سازی خاص مورد استفاده بستگی دارد، اما به طور کلی، فرآیند به این ترتیب است:
1. عکس های منظم VM (خزنش هارد دیسک شبیه سازی شده، حافظه و فرایندهای مجازی آن) توسط هیپر ویزر یا مجموعه ای از اسکریپت ها اداری در پس زمینه گرفته می شوند.
2. هر عکس جدید یک فایل تفاوت را به بالای یک استیک اضافه می کند که به طور کلی، ماشین را به طور کامل توصیف می کند. فقط به بالاترين سطح مي توان نوشت
3. از آنجا که پوشش های قدیمی فقط برای خواندن هستند، آنها را به طور ایمن به یک ماشین دیگر - میزبان پشتیبان - کپی کنید. این کار به فواصل منظم انجام می شود و هر پوشش فقط یک بار باید کپی شود.
4. هنگامی که یک عملیات مهاجرت درخواست می شود، ماشین مجازی متوقف می شود و وضعیت فعلی آن به دیسک ذخیره می شود.
5. اين پرونده هاي جديد و پاياني به ميزبان پشتیبان منتقل مي شوند.
6. از آنجا که این وضعیت جدید فعلی تنها شامل تغییرات انجام شده از آخرین همبستگی پشتیبان است، برای بسیاری از برنامه ها انتقال بسیار کمی وجود دارد و این بسیار سریع اتفاق می افتد.
7. هیپر وایزر میزبان جدید ماشین مجازی مهمان را شروع می کند.
8. در حالت ایده آل، اسکریپت های اداری عملیات پشتیبان گیری را ادامه می دهند، میزبان جدید اولین میزبان می شود و میزبان قبلی اکنون نسخه های پشتیبان گیری می گیرد، که آن را برای یک عملیات مهاجرت بعدی آماده می کند.

توجه داشته باشید که در عمل، عملیات نگهداری منظم برای "مربوط کردن" استیک عکس به تعداد قابل مدیریت فایل ها، برای بهبود عملکرد و بهینه سازی ذخیره سازی مورد نیاز است (تغییرات اضافی ترکیب می شوند).

## رابطه با failover
مهاجرت شبیه به قابلیت failover است که برخی مجموعه‌های مجازی‌سازی ارائه می‌کنند. در failover واقعی، میزبان ممکن است به طور ناگهانی به طور کامل از کار بیفتد، که مانع از کپی شدن آخرین وضعیت VM در میزبان پشتیبان می شود. با این حال، میزبان پشتیبان همه چیز را دارد به جز آخرین تغییرات، و ممکن است در واقع بتواند عملیات را از آخرین وضعیت منسجم شناخته شده خود از سر بگیرد.
از آنجا که عملیات بسیار مشابه است، سیستم هایی که یک قابلیت را فراهم می کنند ممکن است دیگری را فراهم کنند.

## مراجع
1. ↑  "Sun Brings 'Teleportation' to VirtualBox Virtualization Software". eWeek.com. 30 Nov 2009. Retrieved 7 May 2021.